# Curru Tundu

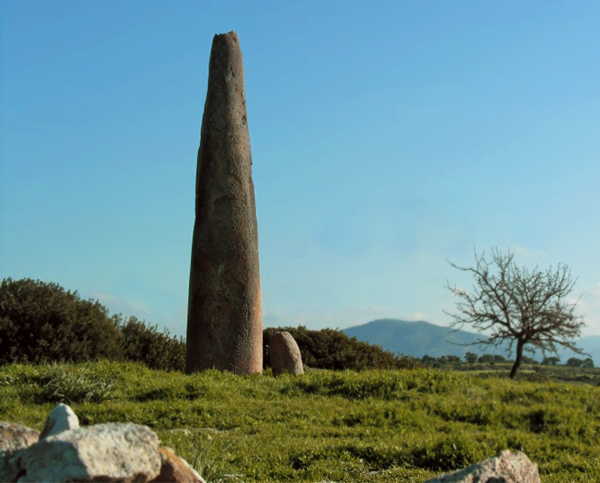
Monte Curru Tundu

Der Menhir Curru Tundu, auch Monte Curru Tundu genannt, steht nördlich von Villa Sant’Antonio, nahe den Domus de Janas von Is Forrus in der Provinz Oristano auf Sardinien. Der etwa 5,75 Meter hohe Stein ist einer der höchsten Menhire auf Sardinien.
Der Menhir besteht aus grauem Trachyt mit rötlichen Adern. Er hat eine fast konische Form mit einer flachen und einer abgerundeten Seite. Die Spitze ist vermutlich durch Blitzschlag deformiert. Neben dem Menhir liegt ein kleiner Stein, der der abgefallene Teil des Menhirs sein könnte. Falls dies zutrifft, hat das Denkmal ursprünglich die Höhe von sechs Metern überschritten.
Diese Menhirform ist die älteste, ihr folgen proto-anthropomorphe und anthropomorphe Menhire (oder Statuenmenhire). 
Curru Tundu stammt aus der Jungsteinzeit (etwa 3300–2700), jenem Zeitraum, in dem Sardinien von der Ozieri-Kultur geprägt wird. 